# Ціанобактерії
Ціанобактерії (лат. Cyanobacteria) (від грец. κυανοs — «блакитний» і βακτήριον — «паличка») — тип бактерій, що отримують необхідну енергію через фотосинтез. Застаріла назва синьо-зелені водорості основана на зовнішньому вигляді та екологічній ніші ціанобактерій, проте зараз термін «водорості» зазвичай обмежують еукаріотичними представниками групи. Знайдені скам'янілі сліди ціанобактерій (строматоліти) мають, як вважають, вік до 2.8 мільярдів років, хоча нещодавно отримані дані ставлять під сумнів це твердження. Одразу після виникнення, вони стали домінантною групою фотосинтезуючих організмів, продукуючи кисень, вуглеводи й інші органічні сполуки. Саме завдяки цим організмам змінився якісний склад атмосфери Землі, в якій поступово накопичився кисень і стало менше вуглекислого газу. Також саме представники цієї групи були захоплені в результаті ендосимбіозу, ставши хлоропластами рослин та інших автотрофних еукаріотів, дозволяючи їм фотосинтезувати.
Ціанобактерії — це найбільша та найважливіша за впливом на біосферу група живих організмів на Землі — 90 % живої маси всієї біосфери.

## Біохімічні особливості

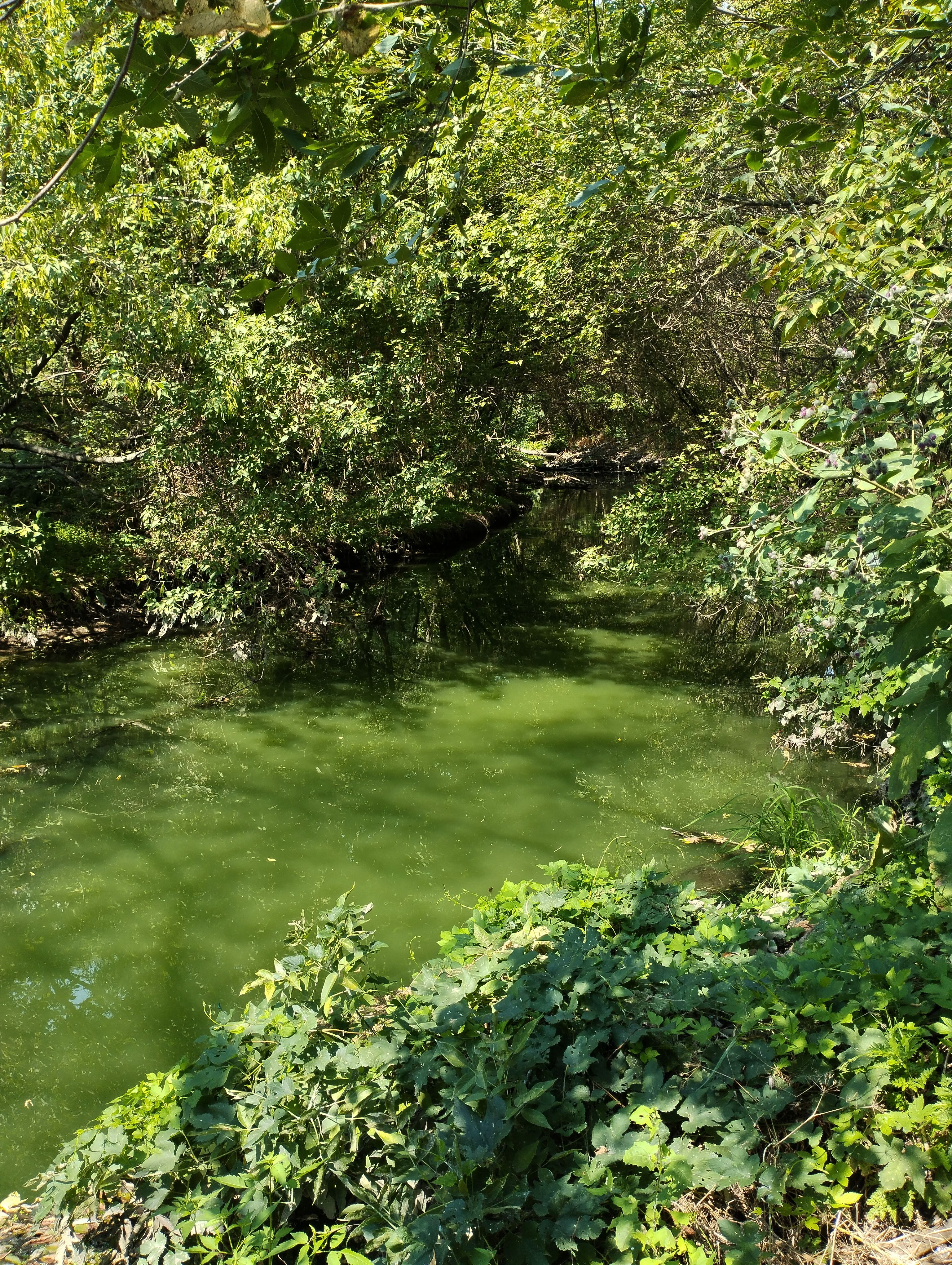
Інгул в Кропивницькому, серпень 2025 року

Синьо-зелені водорості забарвлені переважно у блакитно-зелений колір, в екстремальних умовах частіше мають забарвлення з різними відтінками червоного кольору. Зеленого відтінку клітинам надає хлорофіл «а». Червоний або блакитний колір обумовлений наявністю значної кількості фікобілінових пігментів — фікоціаніну, алофікоціаніну (сині пігменти) та фікоеритрину (червоний пігмент). Каротиноїди представлені лише β-каротином, ксантофілами лютеїнового циклу (лютеїн та зеаксантин) та специфічними ксантофілами синьо-зелених водоростей — переважно осцилоксантином, міксоксантином, афаніцином та афанізофілом.
До Cyanophyta належать також невелика, проте цікава група зелених прокаріотичних водоростей, відкрита у 1976 р. — т. зв. прохлорофітові водорості. Ці водорості, крім хлорофілу «а», мають також хлорофіл «b» або хлорофіл-подібний пігмент (дивініл-хлорофіл а-подібний Mg-порфірин), інколи також α-каротин.
Майже у всіх ціанобактерій основним продуктом асиміляції є глікогеноподібний полісахарид — крохмаль синьо-зелених водоростей. Крім вуглеводів, більшість синьо-зелених водоростей запасає також ціанофіцин та волютин.

## Життєві форми
Ціанобактерії включають одноклітинні, колоніальні та нитчасті форми. Деякі нитчасті цианофіти (лат. Cyanophytes) формують диференційовані клітини, відомі як гетероцисти (англ. heterocysts), які спеціалізуються на фіксації азоту, та сплячі клітини або спори, так звані акінети. Кожна клітина звичайно має товсті, желатиноподібні клітинні стінки, які фарбуються за Грамом негативно. Середній розмір клітин — 2 мкм.
Мають здатність адаптувати склад фотосинтетичних піґментів до спектрального складу світла так, що їхній колір варіює від яскраво-зеленого до темно-синього.

## Рух
Ціанобактерії не мають джгутиків, але деякі з них здатні пересуватись уздовж поверхонь за допомогою бактерійного ковзання. Багато інших також здатні рухатися, але механізм цього явища досі не пояснено.

## Середовище й екологія
Більшість видів знайдено в прісній воді, тоді як інші живуть у морях, у вологому ґрунті, або навіть на тимчасово зволожених скелях в арідних зонах. Деякі вступають в симбіотичні зв'язки з лишайниками, рослинами, протистами або губками, і забезпечують свого симбіонта продуктами фотосинтезу. Деякі живуть в хутрі лінивців, забезпечуючи камуфляжний колір.
Ціанобактерії становлять значну частку океанічного фітопланктону. Здатні до формування товстих бактеріальних матів.
Деякі види токсичні (найбільш вивчений токсин — мікроцистин, що продукує, наприклад, вид Microcystis aeruginosa) або умовно-патогенні (вид Anabaena). Головні учасники цвітіння води, що викликають масові замори риби й отруєння тварин і людей, наприклад, при цвітінні води у водосховищах України. Ціанобактерії є унікальною екологічною групою, яка поєднує здатність до фотосинтетичної продукції кисню та фіксації атмосферного азоту (у 2/3 вивчених видів).
Цінобактерії — єдина група організмів, які можуть зв'язувати азот і вуглець в умовах аеробів — факт, який, можливо, відповідає за їх еволюційний та екологічний успіх.
Дослідження на Міжнародній космічній станції показали, що ціанобактерія роду Gloeocapsa вижила після 553 денного перебування у відкритому космосі.

## Відношення до хлоропластів
Хлоропласти, знайдені в еукаріотах (морські водорості і вищі рослини), найімовірніше являють собою зменшені ендосимбіотичні ціанобактерії. Ця ендосимбіотична теорія підтримана структурною і генетичною схожістю. Первинні хлоропласти знайдені серед зелених рослин, де вони містять хлорофіл b, і серед червоних морських водоростей і глаукофітів, де йони містять фікобіліни (phycobilins). Зараз вважають, що ці хлоропласти ймовірно мали єдине походження. Інші морські водорості ймовірно узяли свої хлоропласти з цих форм за допомогою вторинного ендосимбіозу.

## Значення
Ціанобактерії, за загальноусталеною версією, є «творцями» сучасної кисневмісної атмосфери на Землі (згідно з іншою теорією, кисень атмосфери має геологічне походження), що призвело до першої глобальної екологічної катастрофи в природній історії і драматичної зміни біосфери. Зараз, будучи значною складовою частиною океанічного планктону, ціанобактерії стоять на початку більшої частини харчових ланцюгів і виробляють більшу частину кисню (більше 90 %, але це число визнано не всіма дослідниками).
Збільшення кисню завдяки фотосинтезуючим ціанобактеріям призвело до масового вимирання анаеробних організмів, що домінували на Землі до сидерію, оскільки для анаеробів кисень був токсичний.
Ціанобактерії стали причиною Гуронського зледеніння 2,4 мільярдів років тому. Вивільнений ними кисень зменшив кількість метану в атмосфері, що створював парниковий ефект. Охолодження Землі призвело до вимирання самих ціанобактерій.
Ціанобактерія Synechocystis стала першим фотосинтезуючим організмом, чий геном був повністю розшифрований (у 1996, Дослідницьким інститутом Казуси, Японія). В наш час[коли?] ціанобактерії служать найважливішими модельними об'єктами досліджень в біології. У Південній Америці і Китаї бактерії родів Spirulina і Nostoc через нестачу інших видів продовольства використовують в їжу, висушуючи і готуючи з них борошно. Їм приписують цілющі і оздоровчі властивості, які, проте, в наш час[коли?] не знайшли підтвердження. Розглядають можливе застосування ціанобактерій в створенні замкнутих циклів життєзабезпечення або як масової кормової / харчової добавки.
Певні ціанобактерії виробляють ціанотоксини, наприклад, анатоксин-a, анатоксин-as, аплізіатоксин, домоїву кислоту, мікроцистін LR, нодуралін R (від Nodularia), або сакситоксин. Як мінімум один вторинний метаболіт, циановірин, має активність проти ВІЛ.